# Une gauche darwinienne
Une Gauche darwinienne : évolution, coopération et politique est un essai de Peter Singer paru en 1999 et traduit en français en 2002, qui défend l'idée que la théorie de l'évolution de Darwin peut fournir de nouvelles bases au cadre sociopolitique de la gauche.

## Thèse de l'ouvrage
Peter Singer s'oppose à l'interprétation unilatérale et idéologique de la « lutte pour la vie » comme survie du plus fort dans le jeu de la concurrence, à la base du darwinisme social, qui fut théorisé par Herbert Spencer et soutenu par une partie de la droite politique au XIXe siècle. Selon Peter Singer, la gauche augmentera ses chances d'atteindre ses objectifs sociaux et économiques en intégrant une vision scientifique de la nature humaine, basée sur la théorie de l'évolution : « être aveugle à propos de la nature humaine est risquer le désastre ». Pour cela, il faut considérer que la « coopération » est elle aussi un fait naturel non contredit par la théorie darwinienne de l'évolution, contrairement aux darwinistes sociaux qui n'admettaient que la concurrence comme processus naturel.
Peter Singer s'oppose en particulier à la vision de gauche qui considère la nature humaine comme hautement malléable et perfectible, vision qui est celle de Rousseau, du marxisme et du modèle standard des sciences sociales. En effet, la thèse principale de Karl Marx combattue ici est celle qui affirme que la « nature humaine » et son histoire n'est que le produit des rapports socio-économiques, et non d'un quelconque processus naturel propre à l'animal. Ainsi, Peter Singer oppose le naturalisme de Darwin au matérialisme historique de Marx.

## Style
Peter Singer expose ses idées dans un style clair, sans jargon et avec une apparente logique. Quelques notions sur la génétique sont cependant nécessaires pour bien apprécier certains aspects du livre.

## Arrière-plan
Peter Singer ne propose pas une nouvelle interprétation mais s'emploie à retracer un malentendu historique à propos des théories de Darwin. C'est dans ce but aussi que le philosophe Patrick Tort, spécialiste de l'œuvre de Darwin et défenseur à gauche des idées darwiniennes a publié en 1999 une nouvelle traduction de La Filiation de l'homme et la sélection liée au sexe, dans laquelle Charles Darwin traite de l'application de la théorie de l'évolution à l'espèce humaine. Mais dès 1902, des intellectuels tels que Pierre Kropotkine proposaient déjà une vision alternative de la survie humaine et animale dépassant les thèses de la « survie du plus apte ».
Plus tard, en 1996, c'est le journaliste et écrivain anglais Matt Ridley qui a popularisé l'idée selon laquelle la génétique peut expliquer certains traits de caractère humain tels que la morale ou l'altruisme. D'ailleurs, pour le journaliste Ralph Brave, Peter Singer effectue en quelque sorte la synthèse entre le déterminisme de Matt Ridley et l'engagement social du biologiste Richard Lewontin, notoirement engagé à Gauche.
En France, le darwinisme dans sa vision sociale est notamment mis en cause par André Pichot, chercheur au CNRS. Mais c'est surtout Patrick Tort qui défend une interprétation de gauche des idées de Darwin. À travers deux ouvrages notamment, le premier publié en 1983 : La Pensée hiérarchique et l'Évolution et le second en 2008 : L'Effet Darwin (publié après cet essai de Peter Singer), il soutient l'idée que « par le biais des instincts sociaux, et de l'accroissement des capacités rationnelles, la sélection naturelle sélectionne la civilisation qui s'oppose à la sélection naturelle ».
D'autres intellectuels participent au débat. Dans une chronique publiée en 2008 par exemple, Michel Onfray en appelle, lui aussi, à « une gauche darwinienne ».

## Critique
Le psychologue cognitiviste Steven Pinker qualifie cet essai de « profond, original et admirablement fouillé et argumenté ». De même que le biologiste évolutionniste Leigh Van Valen qui a salué la « puissante argumentation » de Peter Singer, dans laquelle l'usage de la science permet, selon lui, d'aboutir à une « idéologie réaliste plutôt que chimérique ».
Peter Berkowitz (en), professeur de sciences politiques, y voit lui un avertissement utile contre les dangers des visions utopiques, les aspirations à refaire la nature humaine, et les rêves de la perfectibilité de l'humanité. En revanche, selon lui Peter Singer se trompe en considérant que l'altruisme présent dans la nature humaine est un altruisme universel. Selon Berkowitz, cet altruisme est seulement dirigé vers les individus partageant tout ou partie d'un même patrimoine génétique (famille, proches), rendant incohérente la thèse de Peter Singer. Opinion partagée par Larry Arnhart (en), également professeur de sciences politiques, qui n'y voit lui que des arguments pour « une droite darwinienne ».